# DSA-350
La DSA-350 es una carretera perteneciente a la Red Primaria de la Diputación Provincial de Salamanca que une la localidad de Ciudad Rodrigo con el Límite de la C. A. de Extremadura en la provincia de Salamanca.
Además de esta localidad, también pasa por Serradilla del Llano.

## Origen y destino
La carretera  DSA-350  tiene su origen en Ciudad Rodrigo en la intersección con la carretera  SA-220  y termina en el Límite de la C. A. de Extremadura, continuando por la carretera  CC-135  en el término municipal de Serradilla del Llano formando parte de la Red de carreteras de Salamanca.